# Ashuanipi Lake
Ashuanipi Lake är en sjö i Kanada.   Den ligger i provinsen Newfoundland och Labrador, i den östra delen av landet, 1 100 km nordost om huvudstaden Ottawa. Ashuanipi Lake ligger 528 meter över havet.
Trakten runt Ashuanipi Lake består huvudsakligen av våtmarker. Trakten runt Ashuanipi Lake är nära nog obefolkad, med mindre än två invånare per kvadratkilometer.